# Tagrør skæres fra Baad. Sæd ved Tønder
|  | Denne artikel er oprettet af botten Steenthbot ud fra en ekstern database. Den kan derfor have sproglige fejl eller mangler. Denne skabelon kan fjernes efter kontrol af indholdet. |

Tagrør skæres fra Baad. Sæd ved Tønder er en dansk dokumentarisk optagelse fra 1929.

## Handling
Mand sejler ud i Tøndermarsken for at skære tagrør fra sin båd. For at transportere båden frem og tilbage langs åen i marsken, bruger manden en stage til at skubbe. Optagelserne er dateret juni 1929.